# What Happens in Vegas
What Happens in Vegas (Brasil: Jogo de Amor em Las Vegas / Portugal: Loucuras em Las Vegas) é um filme norte-americano de 2008, do gênero comédia romântica distribuido pela 20th Century Fox, estrelado por Cameron Diaz e Ashton Kutcher. O título do filme é baseado na frase "What happens in Vegas, stays in Vegas" ("O que acontece em Vegas, fica em Vegas").
O filme recebeu duas indicações ao prêmio Framboesa de Ouro, incluindo Pior Atriz (Cameron Diaz) e Pior Casal na Tela (Cameron Diaz e Ashton Kutcher). Ambos os prêmios foram para Paris Hilton para The Hottie and the Nottie.

## Sinopse
Jack Fuller (Ashton Kutcher) é um trintão inconsequente, e Joy McNally (Cameron Diaz) é uma corretora da Bolsa de Valores de Nova York perfeccionista. Eles tinham passado por momentos ruins. Jack, por exemplo,  acabara de perder o emprego, demitido pelo próprio pai, enquanto Joy leva um fora do noivo na frente dos amigos.
Ambos decidem chorar as mágoas em Las Vegas e, depois de uma noitada regada a álcool, acordam casados. Quando já estavam prestes a anular a união, apostam uma última moeda no caça-níquel e ganham 3 milhões de dólares.
Para acabar com a disputa pelo dinheiro, um juiz bloqueia o dinheiro e os condena a passar seis meses vivendo juntos. Eles podem desfrutar do dinheiro se provarem que formam um casal estável, ou convencer o outro a desistir da relação, tornando-a um inferno.

## Elenco
- Ashton Kutcher como Jack Fuller, Jr.
- Cameron Diaz como Joy McNally
- Rob Corddry  como Jeffrey "Hater" Lewis
- Lake Bell como Toni "Tipper" Saxson
- Dennis Farina como Richard "Dick" Banger
- Dennis Miller como juiz Whopper
- Krysten Ritter como Kelly
- Jason Sudeikis como Mason
- Michelle Krusiec como Chong
- Billy Eichner como líder da banda
- Queen Latifah como Dra. Twitchell
- Zach Galifianakis como Dave the Bear
- Treat Williams como Jack Fuller, Sr.
- Deirdre O'Connell como Mrs. Fuller

## Lançamentos

### Cinemas
A premiere londrina aconteceu no Odeon em Leicester Square em 22 de abril de 2008. A 20th Century Fox lançou a premiere de What Happens in Vegas no dia 1° de maio de 2008, no cinema Mann Village Theatre em Westwood, CA. E o filme foi lançado para os Estados Unidos no dia 9 de maio de 2008.

### Blu-ray/DVD
What Hapens in Vegas foi lançado em DVD e Blu-ray no dia 26 de Agosto de 2008. O DVD é vendido com dois discos especiais (The Extended "Jackpot" Editions). O disco 2 inclui comentários do diretor, cenas deletadas, trailers e com a cópia digital tanto para Windows Media quanto para Apple Quicktime.

## Arrecadação
What Happens in Vegas foi um sucesso de bilheteria e arrecadou US$80,277,646	  nos Estados Unidos e no Canadá e US$139,098,151	em outros territórios, totalizando US$219,375,797 em um orçamento de produção de US$35 milhões.
Em sua semana de estreia, o filme arrecadou US$20,172,474 em 3,215 cinemas nos Estados Unidos e Canadá, terminando em segundo lugar nas bilheterias, atrás de Iron Man.

## Recepção
What Happens in Vegas teve recepção geralmente desfavorável por parte da crítica especializada. No Rotten Tomatoes, o filme tem uma classificação de 26%, baseado em 131 comentários, com uma classificação média de 4.44/10. Em Metacritic, o filme tem uma pontuação de 36 em 100, baseado em 31 críticos, indicando "geralmente avaliações desfavoráveis".